# Чијо Мијако
Чијо Мијако (јап. 都 千代; Јуаса, 2. мај 1901 — Јокохама, 22. јул 2018) била је јапанска суперстогодишњакиња која је према гинисовој књизи рекорда носила титулу најстарије живе особе на свету у периоду од 21. априла до 22. јула 2018. године.

## Биографија
Чијо Мијако рођена је у граду Јуаса, Префектура Вакајама, Јапан, 2. маја 1901. године, као четврто од петоро деце у породици. Док је њен град био познат по узгоју мандарина, њени родитељи имали су продавницу папира. Због тога што су јој старија браћа и сестре умрли у младости, одгајана је као најстарије дете у породици у којој је имала млађег брата. Као ученица основне школе, уживала је у већини својих предмета, али није волела физичко васпитање. По завршетку основне школе, похађала је високо образовање у телеграфској школи у Осаки где се школовала за телеграфисту. Током свог боравка у Осаки упознала је свог будућег мужа Шоџија Мијаку, који је касније радио за Јапанске националне железнице. Због тога су се често селили, укључујући и пресељење у Пекинг на неколико година.
Уживала је у калиграфији, коју је научила у детињству и практиковала је у дубокој старости. Њена омиљена храна били су суши и јегуља.
Након смрти њеног мужа 1951. године, она и њено двоје деце, вратили су се код њених родитеља. Њен син је касније докторирао и са Универзитета у Мичигену и предавао је као професор на Универзитету у Токију, али је преминуо 1974. године, у 52. години живота, а десет година касније, њена ћерка је такође преминула, у 57. години живота.
Након трагичне ране смрти њеног мужа и двоје деце, преселила се код једног од својих унука. Тамо је остала неколико деценија пре него што се пресели у дом за пензионере у доби од 97 година.
У доби од 100 година учествовала је у јапанској студији о стогодишњацима где је примећено да је у доброј физичкој форми и да није показала знаке деменције на когнитивним тестовима. Када је имала 110 година, њене когнитивне способности су остале јаке, а она је и даље наставила са својим хобијем калиграфијом и писањем Хаику поезије све до 114. године.
5. децембра 2015. године, након смрти 114-годишње Кијоко Ишигуро, постала је најстарија жива особа у префектури Канагава.
У доби од 116 година, добила је више епизода озбиљне болести, које су захтијевале хоспитализацију, након чега су јој ампутиране обе ноге због артериосклерозе.
21. априла 2018. године, након смрти 117-годишње Наби Таџиме, постала је најстарија жива особа у Јапану и на свету.
Чијо Мијако преминула је у граду Јокохама, Префектура Канагава, Јапан, 22. јула 2018. године, у доби од 117 година и 81 дан. Након њене смрти, тада 115-годишња Кане Танака, такође из Јапана, преузела је титулу најстарије живе особе на свету.